# Alba Patera
Alba Patera es una estructura volcánica única, localizada en al norte de la región de Tharsis en el planeta Marte. Se trata de un enorme volcán en escudo de alrededor de 1600 km de diámetro, pero solo unos 6 km de altura en su punto más alto. Alba Patera constituye por ello el volcán más grande del Sistema Solar, en términos de área y volumen.

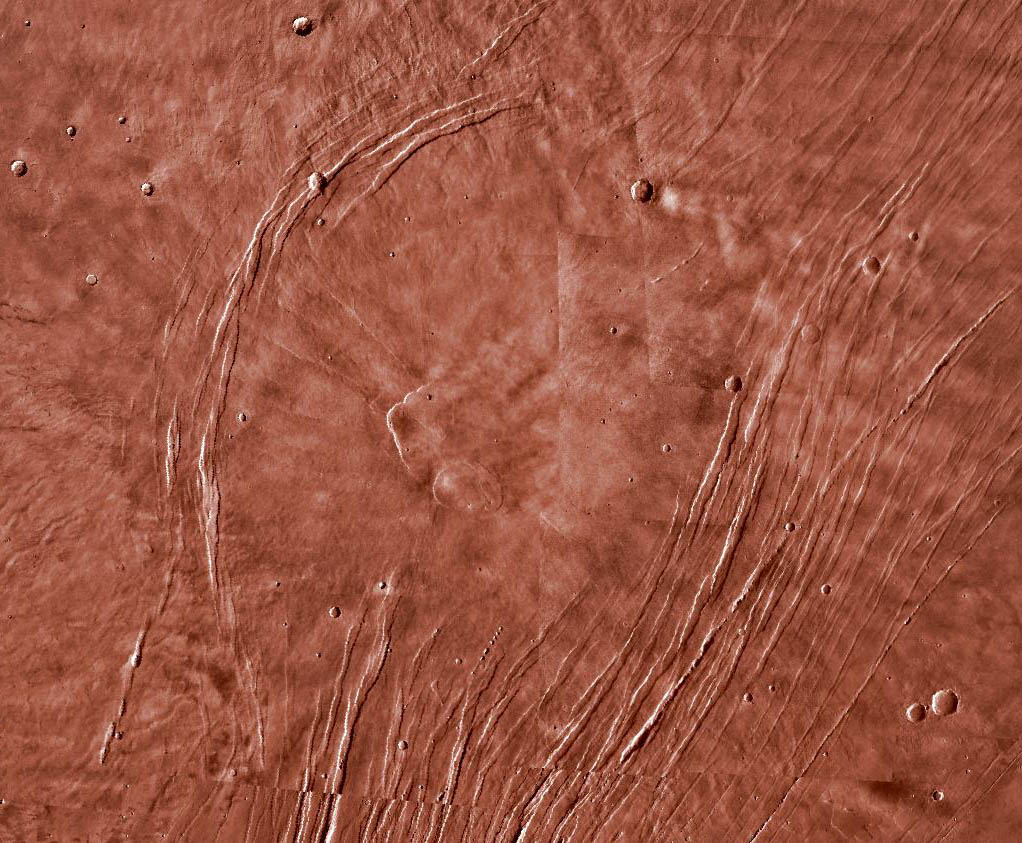
Imagen de Alba Mons tomada por Viking. El relieve del volcán es apenas visible en fotografías orbitales. El amplio sistema de fracturas en el lado este del volcán (derecha) se llama Tantalus Fossae. El sistema de fractura más estrecho en el flanco occidental es Alba Fossae. (Color de viking MDIM 2.1)